# 1864 en chimie
Cet article présente les faits marquants de l'année 1864 en chimie.

## Évènements
- John Newlands propose la loi des octaves, précurseur de la loi périodique des éléments[1].
- Lothar Meyer développe une ancienne version du tableau périodique composés de 28 éléments classés en fonction de leur valence[2].
- Le chimiste allemand Adolf von Baeyer synthétise le premier acide barbiturique, nommé dit-on du prénom de son amie Barbara. Certains dérivés seront utilisés pour leurs propriétés hypnotiques[3].
- La loi d'action de masse est proposée par les chimistes norvégiens Cato Guldberg et Peter Waage[4].

## Publications
- Lothar Meyer : Die modernen theorien der chemie. Le chimiste allemand développe une ébauche du tableau périodique composée de 28 éléments classés en fonction de leur valence[5].

## Naissances
- 5 janvier[6] : Victor Auger (mort en 1949), chimiste français.
- 25 juin[7] : Walther Hermann Nernst (mort en 1941), physicien et chimiste allemand, prix Nobel de chimie en 1920[8].
- 25 novembre : Alexandre Réformatski (mort en 1937), chimiste russe puis soviétique.

## Décès
- 24 novembre[9] : Benjamin Silliman (né en 1779), chimiste et minéralogiste américain.